# سید ابوالحسن گلیردی طالقانی
سید ابوالحسن گِلیَردی طالقانی (درگذشت ۱۳۱۰ش) مجتهد و مبارز سیاسی دوره‌های قاجار و پهلوی و پدر  سید محمود طالقانی است. در سال ۱۲۷۸ق در روستای گلیرد از توابع شهرستان طالقان زاده شد. پس از گذراندن تحصیلات مقدماتی در منطقه طالقان و شهرهای قزوین و تهران، راهی اصفهان شد و از شاگردی  محمدحسین نجفی اصفهانی (برادرِ آقا نجفی) بهره‌مند گردید. او در ادامه علم‌آموزی راهی عراق شد و ده سال در سامرا نزد میرزا محمدحسن شیرازی (درگذشت ۱۳۱۲ق) صاحب حکم تحریم تنباکو و هفت سال هم در کربلا در محضر سید اسماعیل صدر (درگذشت ۱۳۳۸ق) شاگردی کرد.
گلیردی طالقانی ازروحانیون طرفدارجنبش مشروطه خواهی ایرانیان بود. او پس ازبه توپ بستن مجلس شورای ملّی به وسیله محمّدعلی شاه قاجار (درگذشت ۱۳۰۴ش) ششمین پادشاه سلسله قاجار و سرکوب مشروطه خواهان دردوره استبداد صغیر (۱۲۸۷–۱۲۸۸ش) به جهت حفظ جان، همراه خانواده اش، قصد طالقان کرد. چون زمستان سختی بود و راه‌ها ناامن، از طریق مناطق شهریار و ساوجبلاغ به روستای نظرآباد آمد. پس از مدتی به کوهستان‌های طالقان پناه برد و از آنجا با مشروطه خواهان ارتباط برقرار کرد.
سید ابوالحسن که در دوران تحصیل در عراق، ساعت‌سازی را آموخته بود، پس از بازگشت به تهران ضمن تدریس علوم اسلامی در مدرسه مروی، این شغل را پیشه خود ساخت و درآمد اصلی‌اش از این طریق به دست می‌آمد. در اوایل سلطنت رضا شاه پهلوی (درگذشت ۱۳۲۳ش) مسیونرها و مبلغان بهاییت به تکاپو افتاده بودند و در گسترش عقیده خویش می‌کوشیدند. این وضع بر سید ابوالحسن گران آمد و به یاری  عباسقلی بازرگان تبریزی (پدر مهندس مهدی بازرگان)، حسن اسفندیاری (محتشم السلطنه) و میرزا ابوالحسن خان فروغی (درگذشت ۱۳۳۸ش) و پشتیبانی سیّد ابوالحسن موسوی اصفهانی (درگذشت ۱۳۲۵ش) و آحاج  عبدالکریم حایری یزدی (درگذشت ۱۳۱۵ش)، «مؤسسه بحث و مناظره دینی» را حوالی سال ۱۳۰۲ش برای تبلیغ اسلام و گفتگوهای انتقادی با مخالفان اسلام و تشیع سامان داد. در این مؤسسه شمار فراوانی از مسیحیان و یهودیان و پیروان دیگر آیین‌ها شرکت می‌کردند و در حضور مردم به مناظره می‌پرداختند. برآیند این جلسات، گرایش جمعی از پیروان دیگر ادیان و مذاهب به اسلام و تشیّع بود. فعالیت این محفل با مخالفت‌های عبدالحسین تیمورتاش (درگذشت ۱۳۱۲ش) وزیر دربار رضاشاه، تعطیل و پنهانی شد و انتشار مجله «بلاغ» ارگان آن مؤسسه در همان شماره نخست (اردیبهشت ۱۳۰۷ش) متوقف گردید. به نظر می‌رسد سید محمود طالقانی (درگذشت ۱۳۵۸ش) با تاثیرپذیری از جلسات این مؤسسه، به فکر مقدمه‌نویسی بر انجیل برنابا افتاد.
گلیردی طالقانی در ۶ دی ۱۳۱۰ و در ۷۲ سالگی درگذشت. در روز مرگ او بازار تهران تعطیل شد. جمع فراوانی از مردم در تشییع پیکر او شرکت کردند و در نهایت، پیکرش به آرامستان وادی السلام نجف اشرف منتقل گردید. از او چهار اثر مکتوب برجای مانده‌است: السیاسه الحسینیه؛ کیمیای هستی؛ محاکمه حجاب (چاپ شده در کتاب رسایل حجابیه تألیف  رسول جعفریان)؛ مقاله اثنی عشریه.
یکی از دختران سید ابوالحسن با  مهدی حَکمی معروف به پایین‌شهری قمی (درگذشت ۱۳۲۰ش) ازدواج کرد. حاصل این ازدواج، علی‌اکبر حکمی‌زاده نویسنده کتاباسرار هزار ساله است که در دوره پهلوی بحثهای دامنه‌داری را برانگیخت.  خمینی در ۱۹ شهریور ۱۳۵۸ در پیام تسلیت خود به مناسبت درگذشت  طالقانی، دربارهٔ پدر او نوشته‌است: «رحمت خداوند بر پدر بزرگوار او که در رأس پرهیزگاران بود.» 